# White Sulphur Springs
White Sulphur Springs es un área no incorporada ubicada del condado de Surry en el estado estadounidense de Carolina del Norte.El nombre de la comunidad proviene del White Sulphur Springs Hotel que una vez que estuvo aquí.